# Операція «Джанкшен-сіті»
Операція «Джанкшен-сіті» (англ. Operation Junction City) — військова операція американських наземних та повітрянодесантних військ за підтримки південно-в'єтнамської армії, що проводилася протягом 22 лютого — 14 травня 1967 року проти формувань В'єтконгу й армії Північного В'єтнаму в ході війни у В'єтнамі. Операція стала найбільшою операцією із застосуванням повітряного десанту після десантних операцій «Вільям» та «Томагавк» у Корейській війні у жовтні 1950 та в березні 1951 року відповідно, та наймасштабнішою десантною операцією США у В'єтнамській війні.

## Історія

### Передумови
Основною метою проведення масштабної, майже тримісячної операції, із залученням сил, еквівалентних трьом дивізіям американської армії, було пошук та ліквідація невловимого «штабу» комуністів-повстанців В'єтконгу, що діяли у Південному В'єтнамі, так званого Центрального офісу Південного В'єтнаму (англ. Central Office for South Vietnam, COSVN). За даними деяких американських аналітиків, такий штаб вважався майже «міні-Пентагоном», і на їхню думку повинний був мати розгорнуту структуру органу військового управління, укомплектовану різними працівниками штабного рівня, навіть шифрувальниками, друкарями, архівістами тощо, з притаманною у такому випадку системою бюрократії. Насправді, як з'ясувалося вже після закінчення війни, архіви В'єтконгу фактично зберігалися й переміщувалися невеликою та мобільною групою людей, яка часто розташовувалася у будь-яких випадкових приміщеннях, не потребувала значних сил для своєї охорони і часто рятувалася від «килимових» бомбардувань американської авіації, ховаючись від бомб, що падали в кількох сотнях метрах від них.
За задумом розробників грандіозного плану «Джанкшен-сіті» в його реалізації використовувалася тактика «молота і ковадла», для чого повітрянодесантні формування мали утворити тиск на північно-в'єтнамські партизанські сили та змусити їх відступати прямо на заздалегідь підготовлене «ковадла», утворене іншими групами американських та південно-в'єтнамських військ. Для проведення операції зі складу американського контингенту були виділені більшість 1-ї та 25-ї піхотних дивізій, включаючи 196-ту легку піхотну бригаду, 173-ї повітрянодесантної бригади та бронетанкові підрозділи 11-го бронекавалерійського полку.

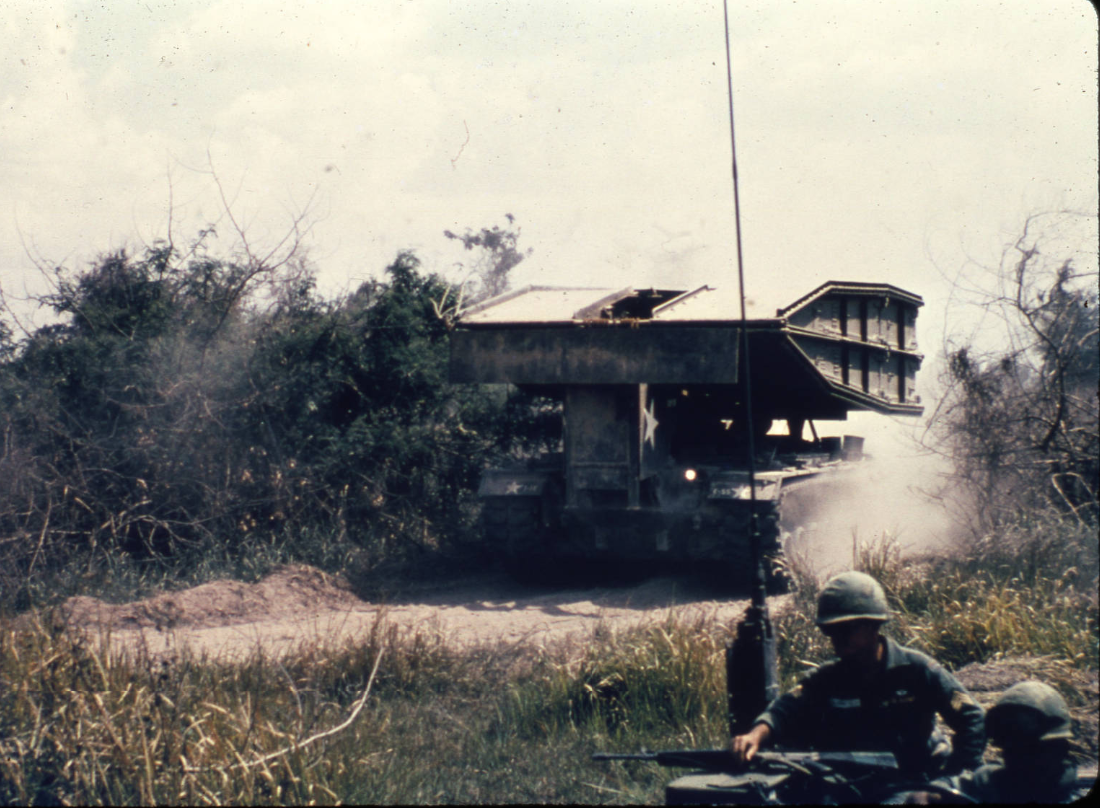
Танковий мостоукладальник M60A1 AVLB на забезпеченні операції. Лютий 1967

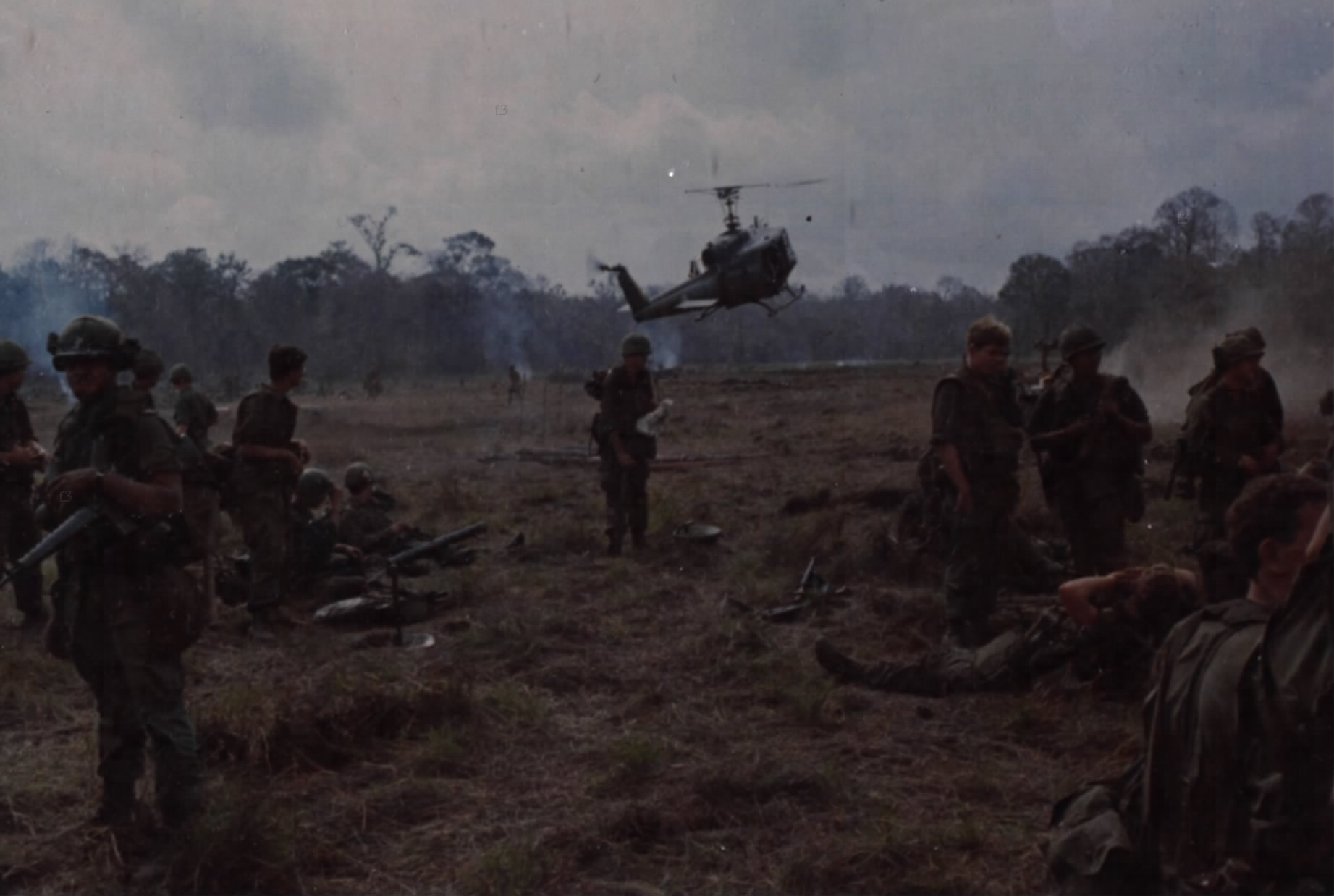
Американські війська в операції «Джанкшен-сіті». Квітень 1967

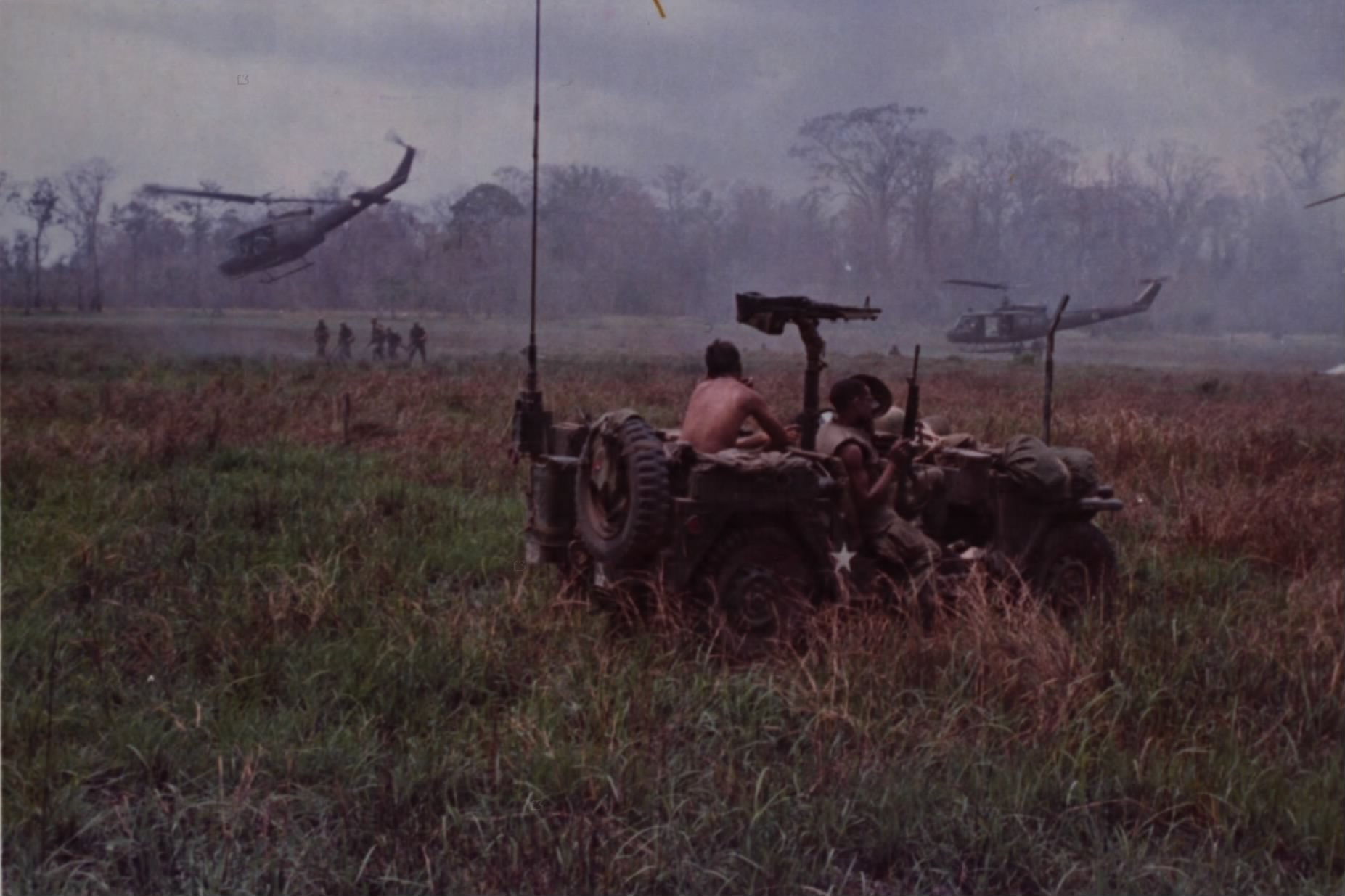
Охорона на джипі забезпечує майданчик приземлення вертольотів у ході операції. Квітень 1967

### Хід операції
22 лютого 1967 року війська II Польового командування американської армії у В'єтнамі розпочали операцію «Джанкшен-сіті» (одночасно припинялася операція «Седар Фолс»). На першому етапі операції в наступ перейшли 1-ша (генерал-майор Вільям Е. Депюї) та 25-та (генерал-майор Фредерік К. Вейенд) піхотні дивізії, які просувалися на північ оперативної зони для влаштування «ковадла», на яку би мала наразиться 9-та дивізія В'єтконгу. Одночасно з рухом піхотних формувань (вісім батальйонів за підтримки 249 вертольотів) 845 десантників 173-ї бригади здійснили єдине масоване десантування парашутним способом у війні у В'єтнамі, стрибнувши з літаків C-130 «Геркулес» у тил противника. 2-й батальйон 503-го піхотного полку 173-ї повітрянодесантної бригади вступив у бій західніше районів просування 1-ї та 25-ї піхотних дивізій.
Перша фаза операції пройшла доволі успішно, визначені цілі були досягнуті, американські війська практично не зустрічали значного опору, і 23 лютого механізовані сили 11-го полку та 2-ї бригади 25-ї піхотної дивізії, головні сили «молоту», завдали удар по «ковадлу», яку створили піхотні та десантні частини, зайнявши позиції на північ і захід від району дій В'єтконгу, й не даючи силам партизан шансів на втечу. Втім, ядро керівництва В'єтконгу, високомобільна група, користуючись джерелами інформації за рахунок витоку розвідданих зі штабу південно-в'єтнамській армії, встигла вивести свою штаб-квартиру до Камбоджі, та розпочала організацію проведення контратак, щоб завдати максимальних збитків американцям. 28 лютого та 10 березня сталися великі бої між американськими та в'єтнамськими силами в битві при Прек Клок I та битві при Прек Клок II, де американська армія, підтримувана потужними ударами з повітря та масованою артилерійською підтримкою, відбила атаки в'єтконгівців, але результат операції перетворився на негативний, В'єтконг перехопив стратегічну ініціативу.
18 березня 1967 року генерал Брюс Палмер-молодший, новий командувач II Польового командування, що змінив генерала Джонатана Сімена, розпочав другу фазу «Джанкшен-сіті», цього разу завдавши потужного удару механізованими силами 1-ї піхотної дивізії та 11-го бронекавалерійського полку, посиленого 1-ю бригадою 9-ї піхотної дивізії. 19 березня стався найжорсткіший бій в операції, так звана друга битва при Бау Банг.
21 березня та 1 квітня В'єтконг провів дві масштабні атаки проти сил 1-ї та 25-ї піхотних дивізій, обидва напади були відбиті зі значними втратами для обох сторін, а 9-та дивізія В'єтконгу зазнала серйозних збитків і була сильно послаблена, хоча все ще в змозі боротися або відступити для безпечного району, що примикав до камбоджійського кордону. 16 квітня американське командування II польових сил ухвалило рішення продовжити третю фазу операції. До 14 травня деякі підрозділи 25-ї піхотної дивізії вели довгі й виснажливі бої, намагаючись знайти комуністичні партизанські загони.

### Наслідки
Результатом проведення операції «Джанкшен-сіті» було зачищення провінції Тейнінь від сил В'єтконгу, які зазнали значних втрат. За підрахунками американського командування, 9-та дивізія В'єтконгу була серйозно ослаблена у боях операції, зазнавши втрату 2728 осіб загиблими, 34 полоненими та 139 — дезертирами. Американські втрати були незначними, проте становили майже 300 загиблих та понад 1500 поранених.
В цілому в ході операції, американські сили витратили величезну кількість ресурсів та обладнання, включаючи 366 000 артилерійських снарядів та 3235 тонн бомб, щоб завдати втрат комуністичним військам. Незважаючи на відносно скромні тактичні успіхи, на оперативному рівні «Джанкшен-сіті» не досягла визначеної мети.